# Gerichtsbezirk Deutschlandsberg

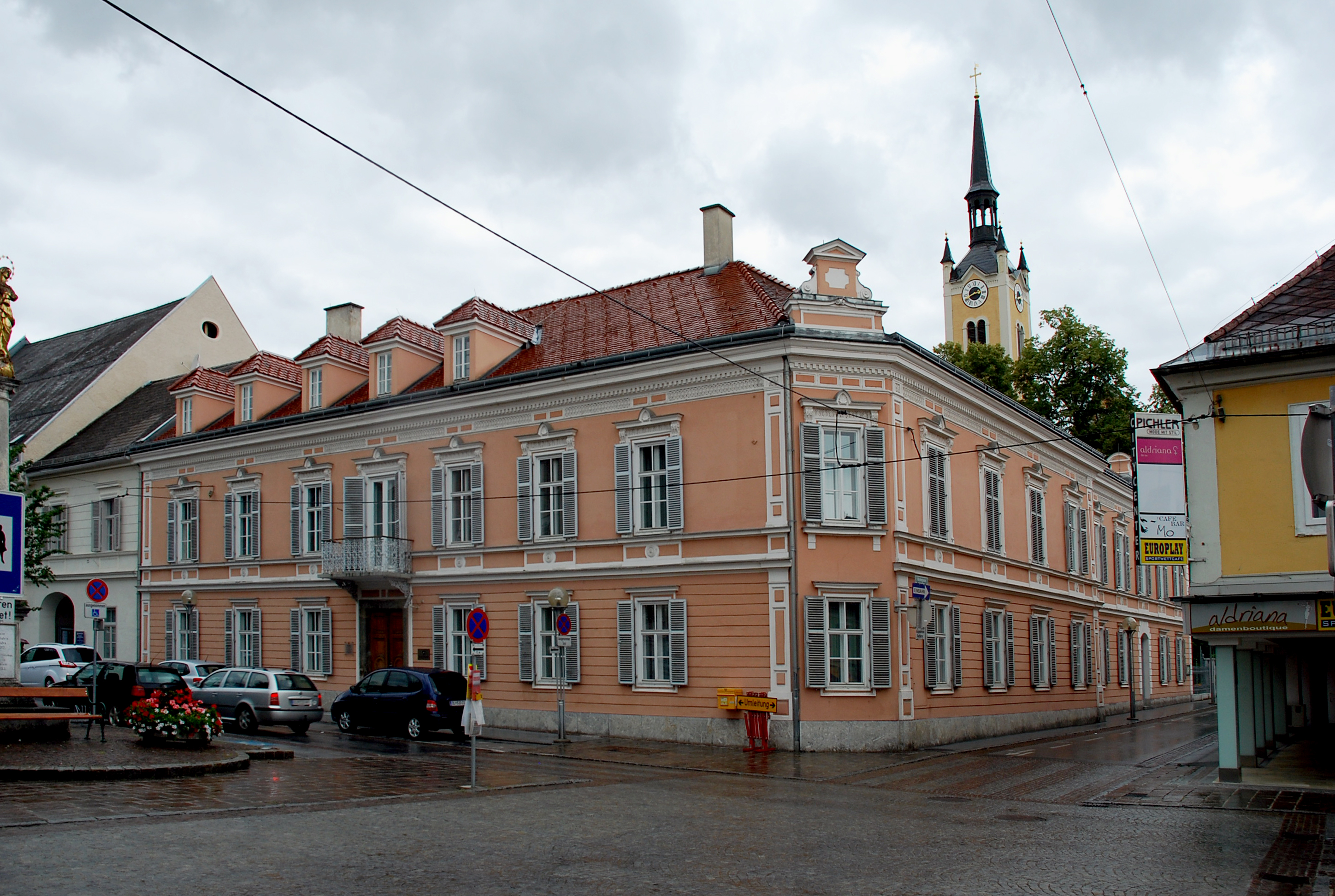
Bezirksgericht Deutschlandsberg

Der Gerichtsbezirk Deutschlandsberg ist ein dem Bezirksgericht Deutschlandsberg unterstehender Gerichtsbezirk im Bundesland Steiermark.

## Geschichte
Der Gerichtsbezirk Deutsch-Landsberg wurde durch eine 1849 beschlossene Kundmachung der Landes-Gerichts-Einführungs-Kommission geschaffen.
Der Gerichtsbezirk Deutsch-Landsberg bildete im Zuge der Trennung der politischen von der judikativen Verwaltung
ab 1868 gemeinsam mit den Gerichtsbezirken Stainz und Eibiswald den Bezirk Deutsch-Landsberg.
Der Gerichtsbezirk Deutsch-Landsberg umfasste damals die 37 Gemeinden Aigen, Bösenbach, Burgegg, Deutsch-Landsberg, Dittmannsdorf, Freidorf, Greith, Greßenberg, Grünau, Gußendorf, Haßreith, Hollenegg, Kloster, Krottendorf, Kruckenberg, Langegg, Laßenberg, Laßnitz, Lebing, Leibenfeld, Mainsdorf, Michelgleinz, Mitterspiel, Nassau, Osterwitz, Otternitz, Rastock, St. Florian, St. Martin, Schwanberg, Sulz, Sulzhof, Tanzelsdorf, Trahütten, Unterbergla, Wettmannstätten, Zeyerling.
Mit Wirkung ab 1. Jänner 1889 wurde die Gemeinde Wildbach aus dem Sprengel des Bezirksgerichtes Stainz dem Gerichtsbezirk Deutschlandsberg zugewiesen.
Nach dem Anschluss Österreichs 1938 wurde das Gericht in Amtsgericht Deutschlandsberg umbenannt und war nun dem Landgericht Graz nachgeordnet.
1945 erhielt es wieder den Namen Bezirksgericht.
Seit dem 1. Juli 2002 umfasst der Gerichtsbezirk Deutschlandsberg auch den früheren Gerichtsbezirk Eibiswald
und seit dem 1. Juli 2014 den früheren Gerichtsbezirk Stainz.
Mit Wirkung ab 1. Jänner 2015 wurde der Gerichtsbezirk aufgrund der Veränderungen im Rahmen der Gemeindestrukturreform in der Steiermark in der „Bezirksgerichte-Verordnung Steiermark 2015“ neu definiert.

## Gerichtssprengel
Seit 1. Jänner 2015 umfasst er die folgenden 15 Gemeinden: Bad Schwanberg, Deutschlandsberg, Eibiswald, Frauental an der Laßnitz, Groß Sankt Florian, Lannach, Pölfing-Brunn, Preding, Sankt Josef (Weststeiermark), Sankt Martin im Sulmtal, Sankt Peter im Sulmtal, Sankt Stefan ob Stainz, Stainz, Wettmannstätten, Wies.
Er ist somit mit dem Bezirk Deutschlandsberg deckungsgleich.